# Danni Stražar
Danni Stražar, slovensko-švedska prevajalka in glasbenica, * 1972, Södertälje, Švedska.
Otroštvo je živela tako v Sloveniji kot na Švedskem, kjer je bila rojena. V Mariboru je diplomirala na Pedagoški fakulteti, nato pa je študirala švedski jezik in književnost na Univerzi v Lundu. Živi v Stockholmu, kjer dela kot prevajalka iz švedščine v slovenščino, ljubiteljsko pa se ukvarja tudi z glasbo.